# Papaipema thalictri
Papaipema thalictri är en fjärilsart som beskrevs av Lyman 1905. Papaipema thalictri ingår i släktet Papaipema och familjen nattflyn. Inga underarter finns listade i Catalogue of Life.